# Конвой QS 33
Конвой QS 33 (англ. Convoy QS 33) — конвой торговельних суден, один із конвоїв QS, що прямували з Квебеку до Сідні. Конвой був атакований у ході боїв у затоці Св. Лаврентія, коли німецькі підводні човни здійснювали спеціальні вилазки глибоко в канадські води. Конвой був виявлений 6 вересня 1942 року U-165, який потім знищив два судна конвою, а U-517 знищив три.

## Історія
6 вересня конвой проходив повз маяк поблизу Кап-Чата й увійшов у зону обмеженої видимості, де потрапив під удар німецького підводного човна U-165, який стежив за конвоєм. Дочекавшись настання темряви, субмарина торпедувала грецьке судно Aeas, запустивши торпеди близько 23:00. Судно затонуло за чотири хвилини, приблизно за 8,0 км на північний захід від Кап-Чата. Чотири судна конвою розосередилися після вибуху, шукаючи притулку на мілководді ближче до берега.
Конвой продовжив рух до світанку, коли його знову атакував німецький підводний човен, цього разу U-517. О 17:15 біля пункту Гаспе німецький човен пропустив конвой, перш ніж випустити три торпеди по трьох вантажних суднах, які пливли поруч один з одним. Торпеди почергово вразили транспортники Mount Pindus, Mount Taygetus, Oakton. Протягом 15 хвилин після торпедування всі три судна затонули. Q-083 витягнув загалом 78 вцілілих із трьох суден, пізніше висадивши їх у Гаспе. Інші ескортні кораблі, включаючи «Веґревіль», що підійшов, почали скидати глибинні бомби, намагаючись запобігти U-517 націлитися на останнє судно конвою Bencas. U-517 зазнав деяких пошкоджень зовнішнього корпусу від атаки глибинною бомбою, але спромігся втекти.
10 вересня конвой прибув до Сідні. «Ракун» було оголошено про втрату того ж дня після того, як усі спроби знайти та зв'язатися з яхтою були вичерпані. Пізніше записи довели, що U-165 зафіксував факт затоплення канадської яхти. Фрагменти корабля та одне тіло пізніше винесло на берег.

## Кораблі та судна конвою QS 33

### Транспортні судна
Позначення
| Назва                    | Прапор              | Тоннаж (GRT) | Прим.                               |
| ------------------------ | ------------------- | ------------ | ----------------------------------- |
| Aeas (1915)              | Грецьке королівство | 4729         | 6 вересня 1942 року потоплено U-165 |
| Bencas (1934)            | Норвегія            | 1 445        |                                     |
| Coniscliffe Hall (1928)  | Канада              | 1905         |                                     |
| John S. Pillsbury (1942) | США                 | 7176         | судно класу «Ліберті»               |
| Mount Pindus (1920)      | Грецьке королівство | 5729         | 7 вересня 1942 року потоплено U-517 |
| Mount Taygetus (1921)    | Грецьке королівство | 3286         | 7 вересня 1942 року потоплено U-517 |
| Oakton (1923)            | Канада              | 1727         | 7 вересня 1942 року потоплено U-517 |
| Penetang                 | Канада              |              |                                     |

### Кораблі ескорту
| Назва       | Прапор                        | Тип корабля                       | Прим.                               |
| ----------- | ----------------------------- | --------------------------------- | ----------------------------------- |
| «Ерроухед»  | Військово-морські сили Канади | корвет типу «Флавер»              | 6 — 10 вересня 1942                 |
| «Ракун»     | Військово-морські сили Канади | озброєна яхта                     | 7 вересня 1942 року потоплена U-517 |
| «Труро»     | Військово-морські сили Канади | тральщик типу «Бангор»            | 6 — 10 вересня 1942                 |
| HMCML Q-083 | Військово-морські сили Канади | моторний баркас типу «Фейрмайл B» | 6 — 10 вересня 1942                 |
| HMCML Q-065 | Військово-морські сили Канади | моторний баркас типу «Фейрмайл B» | 6 — 10 вересня 1942                 |

## Підводні човни, що брали участь в атаці на конвой
| Назва | Тип      | Командир                            | Результати атаки                                                            |
| ----- | -------- | ----------------------------------- | --------------------------------------------------------------------------- |
| U-165 | типу IXC | фрегаттен-капітан Ебергард Гоффманн | 6 вересня потопив Aeas                                                      |
| U-517 | типу IXC | капітан-лейтенант Пауль Гартвіг     | 6 вересня потопив судна Mount Pindus, Mount Taygetus, Oakton і яхту «Ракун» |